# Thẩm Tùng Văn
Thẩm Tùng Văn (28 tháng 12 năm 1902 – 10 tháng 5 năm 1988) là một trong những nhà văn vĩ đại nhất của Trung Quốc hiện đại, sánh cùng Lỗ Tấn. So với những cây đại thụ văn đàn Trung Quốc đầu thời kì hiện đại, ngòi bút của ông hướng nhiều hơn đến những đặc trưng văn hóa vùng miền, ông được biết đến vì cách kết hợp thổ ngữ với văn phong cổ điển Trung Quốc.
Ông đã được dự kiến sẽ thắng giải Nobel Văn học năm 1988 nhưng qua đời trước thời điểm trao giải.

## Tác phẩm
- Biên thành (tiểu thuyết, 1933)